# Scalextric del Postiguet
Se conoce popularmente con el nombre de scalextric del Postiguet o cruce de la Goteta a un enlace viario a distinto nivel de la ciudad española de Alicante. Forma parte de la carretera nacional N-332 y se sitúa frente al extremo este de la playa del Postiguet, del cual recibe su nombre. Enlaza varias calles y avenidas importantes del centro de la ciudad mediante un paso elevado. Este paso elevado se prolonga hacia el conocido como paso de La Goteta, que en uno de sus puntos llega a tener hasta tres niveles.

## Descripción
A lo largo del enlace se pueden diferenciar dos nudos principales: el sur (el scalextric del Postiguet), que conecta la calle de Jovellanos con la avenida de Villajoyosa y la avenida de Denia; y el norte (el paso de La Goteta), en el que una gran rotonda elevada conecta la avenida de Denia con otras calles del centro de la ciudad y con los accesos al centro comercial Plaza Mar 2. El tramo en sentido norte que conecta la calle de Jovellanos con la avenida de Denia se realiza mediante un paso elevado, que pasa por encima del tramo que conecta la calle Jovellanos con la avenida de Villajoyosa. Más adelante, por encima de la rotonda del nudo norte pasa, además, la vía de la línea 2 del TRAM Metropolitano de Alicante. En este punto, se encuentra la escultura urbana conocida como Seccions des Aurées. El conjunto de vías delimita cuatro barrios de la ciudad: Ensanche-Diputación, Raval Roig-Virgen del Socorro y el Pla del Bon Repós, al oeste; y las zonas de Sangueta y La Goteta, pertenecientes al barrio de Vistahermosa, al este.

## Construcción
Las obras se iniciaron en 1969 por el Ministerio de Obras Públicas bajo el nombre de «Enlace a distinto nivel de la C. N. 332 y el acceso a la playa de La Albufereta (A-190), C. N. 332, de Almería a Valencia por Cartagena y Gata, punto kilométrico 81,2». Con un coste de 25 millones de pesetas, fue inaugurado en 1971.
En mayo de 1982 se inauguró oficialmente el paso elevado de La Goteta, completando así las obras de acondicionamiento del acceso norte a la ciudad, que conecta con la A-70 y afecta a las carreteras de Valencia y Murcia. Esta infraestructura, ejecutada por el ministerio de Obras Públicas, supuso una inversión total de 270 millones de pesetas, de los cuales 85 millones correspondieron específicamente al paso de La Goteta. El viaducto tiene una longitud total de 270 metros y un vano central de 50 metros. Las obras incluyeron también el desdoblamiento de la calzada a lo largo de seis kilómetros, la instalación de pasos peatonales, isletas y elementos de integración urbana, así como la colocación de la estructura escultórica conocida como Seccions des Aurées.

## Galería de imágenes
|                                                            |
| Scalextric del Postiguet. Acceso a avenida de Villajoyosa. |

|                                                        |
| Paso de La Goteta. Rotonda elevada y línea 2 del TRAM. |

|                                      |
| Paso de La Goteta. Avenida de Denia. |